# Anja Niedringhaus
Anja Niedringhaus (ur. 12 października 1965 w Höxter, zm. 4 kwietnia 2014 w Chost) – niemiecka fotoreporterka. Zdobywczyni w 2005 nagrody Pulitzera wraz z grupą fotoreporterów agencji Associated Press za zdjęcia z wojny w Iraku. W tym samym roku otrzymała nagrodę Courage in Journalism przyznawaną przez International Women's Media Foundation. Przez kilka lat pracowała w Afganistanie.

## Kariera
Niedringhaus rozpoczęła karierę w wieku 17 lat jeszcze w czasie nauki w szkole. W 1989 relacjonowała upadek muru berlińskiego dla gazety Göttinger Tageblatt. Pracę zawodową rozpoczęła w 1990 kiedy dołączyła do European Pressphoto Agency we Frankfurcie nad Menem. W 2008 otrzymała nagrodę Goldene Feder za "wybitne fotoreportaże z rejonów kryzysów i wojen"

## Śmierć
Zginęła zastrzelona przez policjanta, który otworzył ogień do samochodu, którym podróżowała wraz z konwojem wiozącym karty do głosowania. Podczas kontroli gdy w samochodzie pozostała tylko Niedringhaus i dziennikarka z Kanady Kathy Gannon podszedł do niego afgański policjant i otworzył ogień. Niemka zginęła na miejscu.